# The Witcher 3: Wild Hunt – Hearts of Stone
The Witcher 3: Wild Hunt - Hearts of Stone (sorti en Pologne sous le nom de : Wiedźmin 3: Serca z kamienia) est une extension de type action-RPG du jeu jeu vidéo The Witcher 3: Wild Hunt (2015), développée par le studio polonais CD Projekt RED. Sorti le 13 octobre 2015 sur PC (Windows), PlayStation 4 et Xbox One. 
L'extension suit Geralt de Riv rentrant en contact avec un mystérieux homme connu sous le nom de Gaunter de Meuré, déjà rencontré dans Wild Hunt, et ses connexions avec Olgierd von Everec, un noble maudit. La seconde extension Blood and Wine est sortie le 31 mai 2016.

## Trame
Geralt rentre en contact avec un noble du nom d'Olgierd von Everec qui lui demande d'éliminer un crapaud géant dans les égouts d'Oxenfurt. Pendant qu'il traque le monstre, Geralt tombe sur Shani, une médecin et une vielle connaissance. Geralt tue le monstre crapaud et se rend compte que c’était un prince maudit d'Ophir. Les gardes du prince capturent Geralt avec l’intention de l’exécuter. Sur le bateau le menant à Ophir, Geralt est approché par un mystérieux homme connu sous le nom de Gaunter de Meuré. De Meuré aide Geralt à s'échapper mais en retour, Geralt doit l'aider à recouvrir une dette de von Everec, qui a piégé Geralt sachant que le monstre crapaud était un prince d'Ophir. De Meuré marque Geralt et lui dit, qu'en accord avec les termes du contrat avec von Everec, il doit remplir trois souhaits de von Everec. De Meuré disparaît et un fort orage fait s'échouer le bateau. Menotté et escorté par les gardes d'Ophir, Geralt parvient à s’échapper. Geralt confronte von Everec et découvre qu'il a obtenu l’immortalité au détriment de ses émotions, ayant obtenu un cœur de pierre. Il admet avoir maudit le prince d'Ophir, sachant que ce dernier allait se marier avec Iris, le véritable amour de von Everec, et qu'il a souhaité l'immortalité afin de rester avec elle. Ensuite, il dit à Geralt ses trois souhaits : divertir son frère Vlodomir pour une nuit, obtenir sa revanche sur la famille Borsodi en obtenant l'hôtel de Maximilian Borsodi, et obtenir la rose violette qu'il a offerte à Iris. De Meuré dit à Geralt que ses trois tâches sont faites pour être irréalisable, sachant que l'hôtel de Maximilian se trouve dans un lieu hautement gardé, et que Vlodomir et Iris sont morts depuis des années.
Pour le premier souhait, Geralt permet à l'esprit de Vlodimir de posséder son corps pour une nuit, et lui permet de se rendre à un mariage. De Meuré chasse l'esprit de Vlodomir une fois la tâche accomplie. Pour le second souhait, Geralt participe à un braquage pour voler l'hôtel de Maximilian. Il découvre que la maison contient un testament qui donnerait l'entière fortune de la famille Borsodi à la charité, permettant ainsi à von Everec d'obtenir sa revanche. Afin d'obtenir la rose d'Iris pour le troisième souhait, Geralt obtient l'aide de deux entités démoniaques qui ressemblent à un chat et à un chien, afin d'accéder à un monde surnaturel dans lequel il peut voir le passé de von Everec et d'Iris. Il apprend qu'à cause du cœur de pierre de von Everec, ce dernier ne peut plus aimer Iris et qu'elle est morte négligée et triste. Selon le choix du joueur, Geralt peut obtenir la rose de la part de l'esprit d'Iris afin de la libérer de ce monde, ou lui laisser la rose. Des deux manières, Geralt accomplit le troisième et dernier souhait de von Everec. Il apprend que De Meuré est en fait une ancienne entité qui savoure le fait de piéger les gens en leur offrant des souhaits contenant d'horrible effets secondaires.
Quand Geralt rencontre von Everec, après avoir accompli les trois souhaits, De Meuré apparaît afin de collecter l’âme de von Everec. Geralt à le choix de laisser de Meuré collecter l'âme de von Everec, ou d'intervenir afin de sauver von Everec. Si Geralt ne fait rien, De Meuré tue von Everec, prend son âme, et récompense Geralt avec un souhait. Si Geralt intervient, il défie De Meuré en misant son âme pour sauver von Everec. Après que Geralt ait résolu l’énigme de De Meuré, ce dernier est obligé de délivrer Geralt et von Everec de leur pacte. Von Everec, de nouveau mortel, retrouve ses émotions et regrette ses actions passées et ses erreurs. Il donne à Geralt l'épée de sa famille et lui promet de commencer une nouvelle vie, libéré du contrôle de De Meuré.

## Distribution
| Personnage                               | Polonais                    | Anglais           | Français                   |
| ---------------------------------------- | --------------------------- | ----------------- | -------------------------- |
| Geralt de Riv                            | Jacek Rozenek               | Doug Cockle       | Daniel Njo Lobé            |
| Gaunter de Meuré (Gaunter O'Dimm en V.O) | Dariusz Odija               | Alex Norton       | Frédéric van den Driessche |
| Olgierd von Everec                       | Janusz German               | Paul Thornley     | Jean-Christophe Lebert     |
| Shani                                    | Monika Pikuła               | Susannah Fielding | Véronique Desmadryl        |
| Vlodomir                                 | Michał Konarski             | Lee Boardman      | Frédéric Popovic           |
| Iris von Everec                          | Marta Markowicz-Dziarkowska | Lu Corfield       | Dominique Vallée           |
| Vimme Vivaldi                            | Andrzej Chudy               | Ewan Bailey       | Jean-Loup Horwitz          |
| Horst Borsodi                            | Jacek Jarzyna               | Paul Dodds        | Marc Bretonnière           |
| Ewal Borsodi                             | Mikołaj Klimek              | Matthew Gravelle  | Sylvain Agaësse            |

## Galerie

Sortie en Pologne Wiedźmin 3: Serca z Kamienia
Sortie à l'international The Witcher 3: Wild Hunt – Hearts of Stone

## Soundtrack
Durant le jeu, on peut entendre un groupe d'enfants chanter une chanson faisant référence à Gaunter de Meuré : 
| Version anglaise His smile fair as spring, as towards him he draws you His tongue sharp and silvery, as he implores you Your wishes he grants, as he swears to adore you Gold, silver, jewels – he lays riches before you Dues need be repaid, and he will come for you All to reclaim, no smile to console you He’ll snare you in bonds, eyes glowing’, a fire To gore and torment you, till the stars expire | Version française Son visage est doux, ses mots vous ensorcellent L’engeance du démon n’en est pas moins cruelle. Il exaucera vos vœux les plus ardents, Vous couvrira d’argent, d’or et de diamants. Le prix à payer est un grand sacrifice ; Une vie de peines, de souffrances et de vices, Votre raison, votre âme et vos tourments Lui appartiendront jusqu’à la fin des temps. |

## Sortie

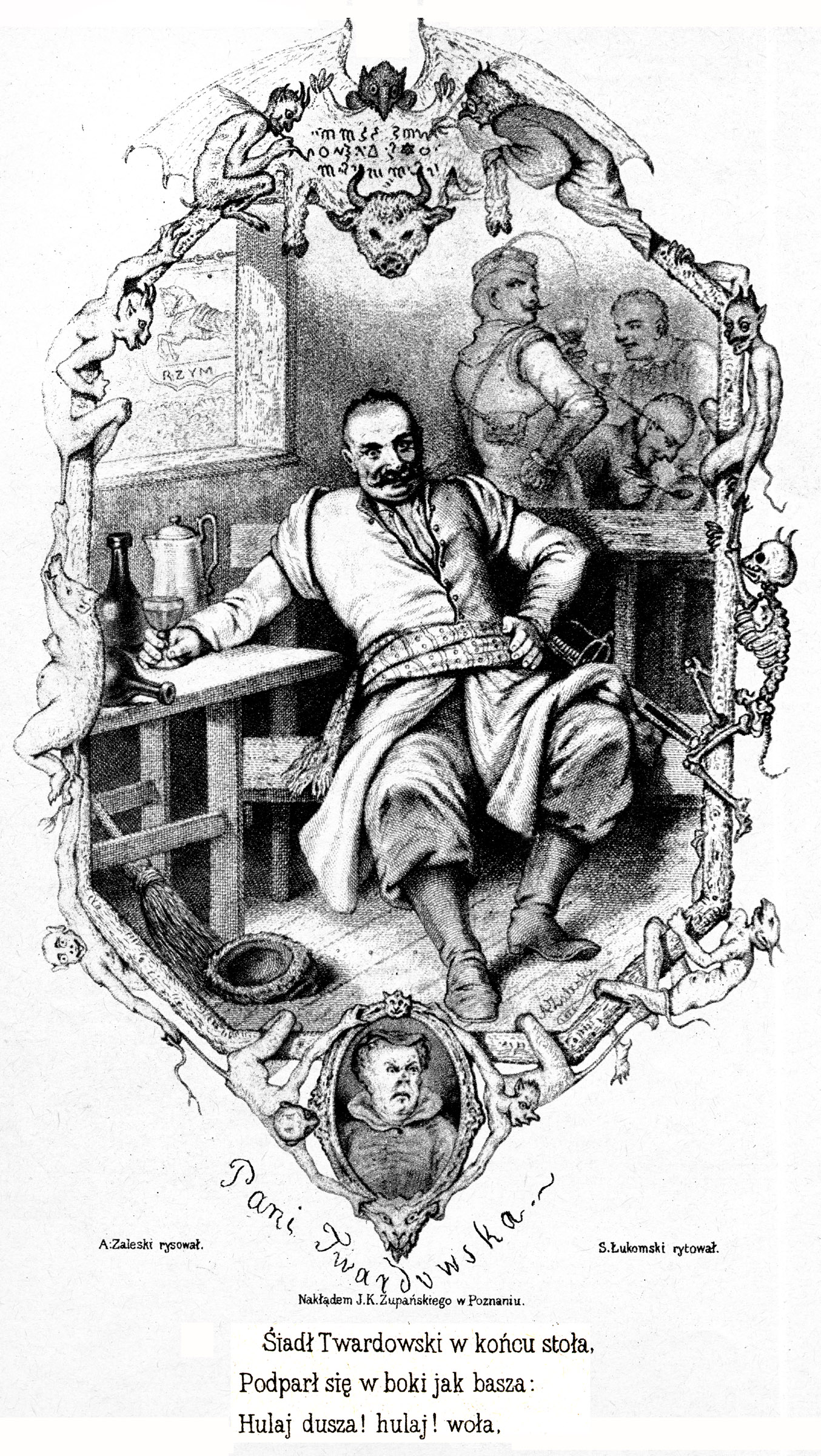
Pan Twardoski, gravure sur bois du XIXe siècle de A. Zaleski et S. Łukomski.

Le 7 avril 2015, CD Project annonce deux expansions au jeu The Witcher 3: Wild Hunt. La première étant Hearts of Stone et la seconde Blood and Wine. Hearts of Stone est sortie le 13 octobre 2015.

## Inspirations
Les développeurs se sont inspirés du conte Pan Twardowski.